# Pieve dei Santi Stefano e Degna
La pieve dei Santi Stefano e Degna è un edificio sacro che si trova a Castiglione d'Orcia.

## Descrizione
L'edificio, che ereditò la funzione plebana e il titolo di Santa Degna dall'antica pieve, fu costruito nel corso del XVI secolo e consacrato nel 1566, come attesta un'iscrizione posta all'interno alla parete sinistra. La parte più significativa resta la facciata che mostra due larghe lesene angolari e al centro due altre lesene più piccole. Il portale è un tipico esempio di architettura rinascimentale senese databile tra la fine del Quattrocento e l'inizio del Cinquecento.
All'interno sono una serie di affreschi di scuola senese del primo Cinquecento e alla parete destra è appesa una tela con la Crocifissione Santi di Fabrizio Boschi, proveniente dalla chiesa di San Simeone di Rocca d'Orcia, sebbene in quella chiesa non vi fosse presente prima del XIX secolo.
Dirimpetto si trova una tela con la Madonna del Rosario con i Santi Simeone e Caterina d'Alessandria e i Misteri del Rosario, opera di Vincenzo Rustici e del figlio Francesco, anch'essa proveniente dalla chiesa di Rocca d'Orcia. Al padre Vincenzo dovrebbe spettare la scena principale, mentre al figlio Francesco sarebbe attribuibile l'esecuzione dei Misteri.
Nel presbiterio, collocata alla parete sinistra, è una grande tavola raffigurante la Madonna in trono col Bambino e santi del poco noto Giovanni di Bartolomeo Alberti, del 1532.
Erano qui conservate tre importanti tavole attribuite a Simone Martini, Pietro Lorenzetti e Vecchietta, ora trasferite nella Pinacoteca di Siena.